# 喜連川温泉
喜連川温泉（きつれがわおんせん）は、栃木県さくら市（旧喜連川町。旧国下野国）にある温泉。

## 泉質
- ナトリウム - 塩化物泉
  - 源泉温度50℃
  - 源泉は湯船で透明度のある茶褐色を呈する
- 含硫黄 - ナトリウム・カルシウム - 塩化物泉（喜連川早乙女温泉の泉質）
  - 源泉温度69℃
  - 湧出量：毎分268リットル
  - 源泉は湯船で白く濁る

その泉質は藤田聡によって「日本三大美肌の湯」に選ばれている（残り2つは斐乃上温泉、嬉野温泉）。

## 温泉街
喜連川城跡を中心に、温泉施設が点在している。もとは丘陵地帯に位置する農村のため、観光客目当ての旅館街や歓楽街は形成されていない。「喜連川少年院」にも温泉が供給されているという。
温泉設備を備えた宿泊施設は以下4軒ある（2010年12月現在）。ホテルベルセルバ・喜連川CCは会員制ゴルフ場のゲストハウスとして建設された施設であるが、一般にも開放されるようになった。
- 亀の井ホテル喜連川（旧かんぽの宿）
- ホテルベルセルバ
- きつれがわ温泉さくら館
- 喜連川カントリークラブ

日帰り入浴施設は以下4軒ある（早乙女温泉を除く）。「きつれがわ」は最初の温泉併設の道の駅である。温泉スタンドも存在する。
- 第一温泉浴場 もとゆ
- 老人福祉センター「喜連川城」
- 第二温泉浴場 露天風呂
- 道の駅きつれがわ総合交流ターミナル「荒川の湯」「内川の湯」

「喜連川早乙女温泉」は氏家地区に近く、源泉が集中する喜連川地区中心部とは距離が離れており、泉質も異なるため、独立した温泉として扱うことがある（詳細は早乙女温泉参照）。
湧出後の1990年代に東日本旅客鉄道の新規事業（現在は生活サービス事業に組み入れられている）として、温泉がパイプラインで各戸に供給される分譲住宅地「フィオーレ喜連川」と「びゅうフォレスト喜連川」が開発・分譲販売された。ただし配水過程で水温が低下するため、各戸での給湯器の追い炊きなどによる加温が必要になる。このことは2005年以降、びゅうフォレスト喜連川の販売広告に目立つように記載されている。

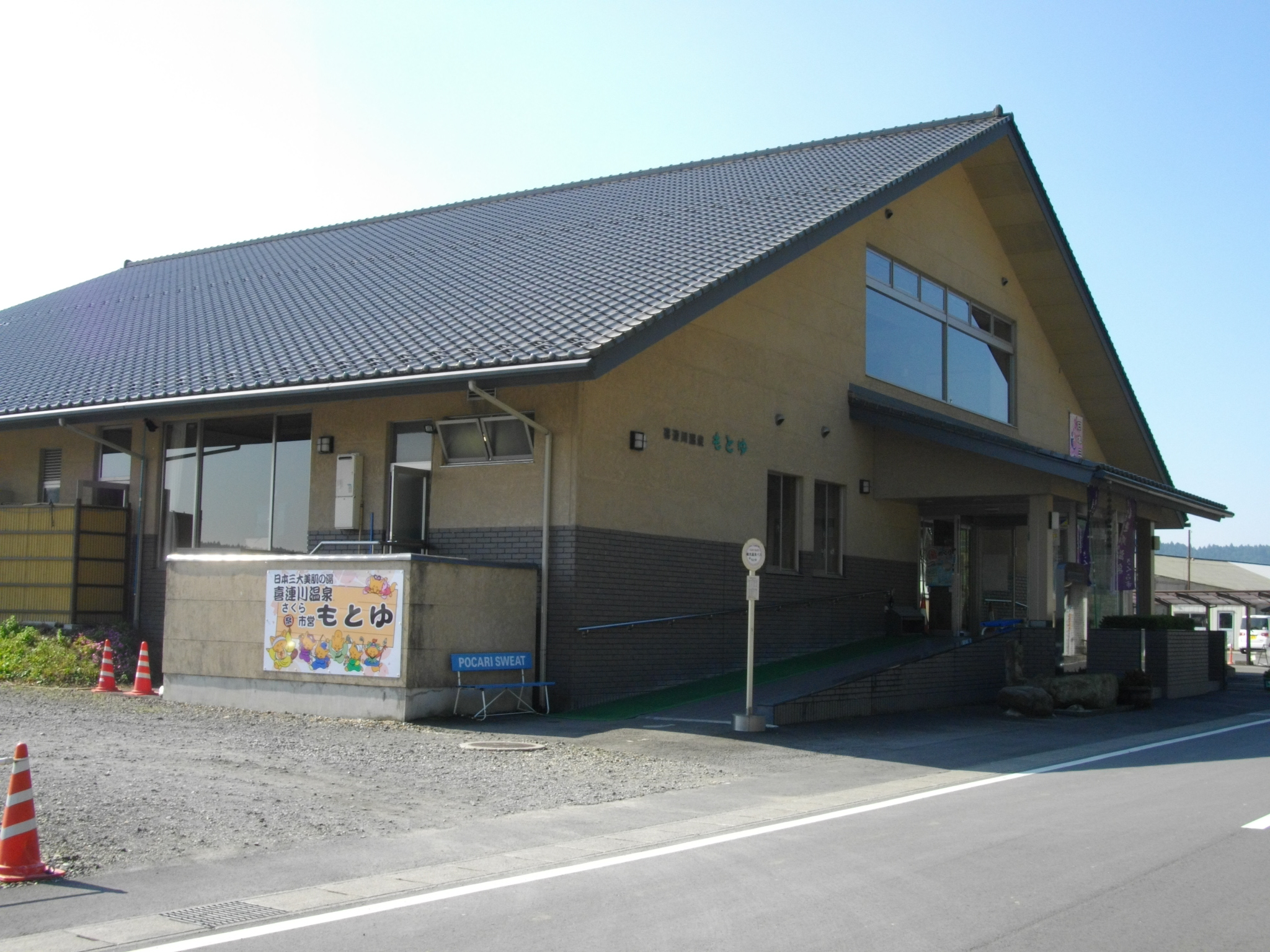
第一温泉浴場
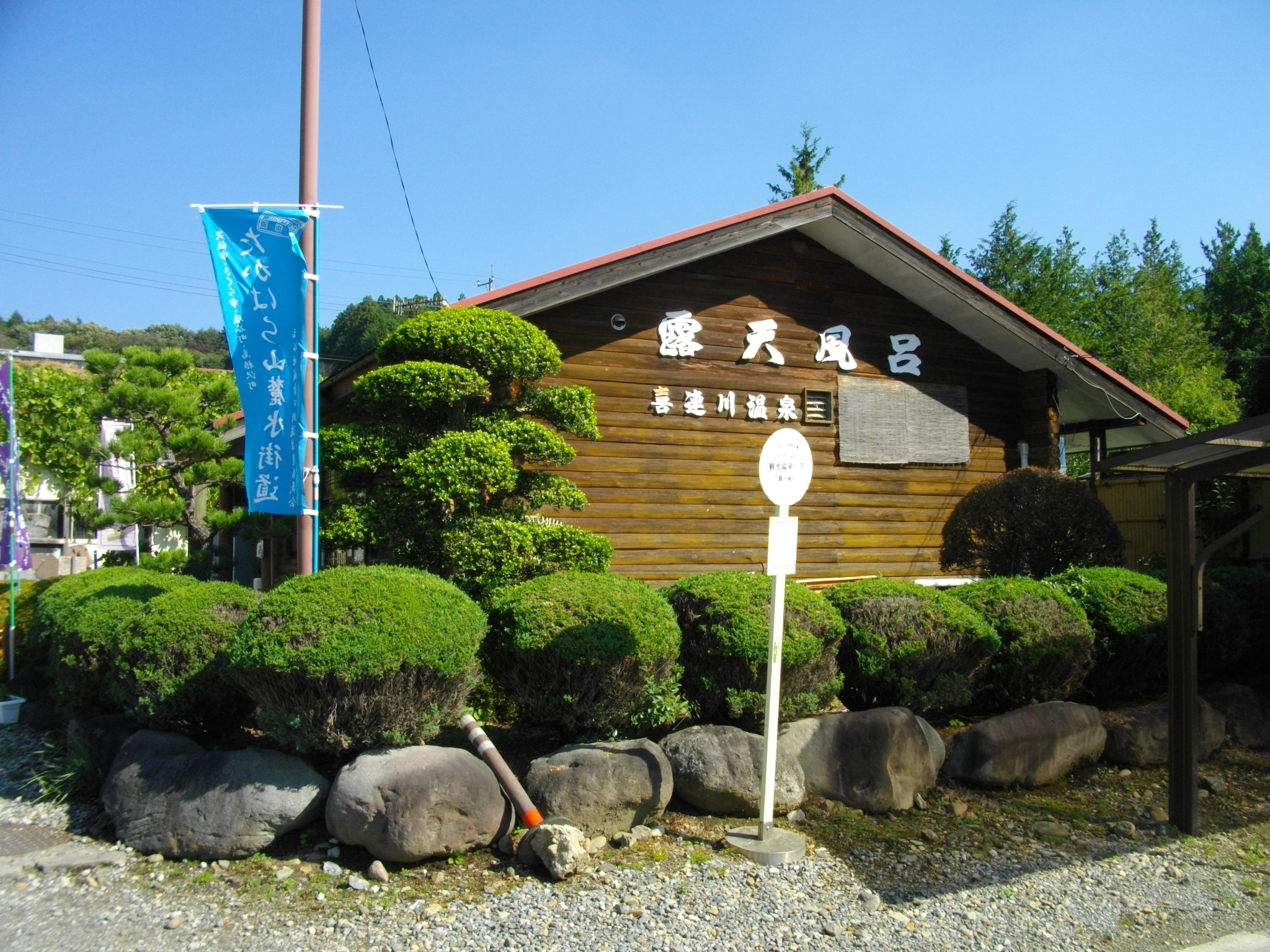
第二温泉浴場

## 歴史
- 1981年（昭和56年）- 当時の喜連川町長が町おこしを目的として、1242メートルボーリングを実施して源泉開発を行い湧出。町営の日帰り入浴施設「喜連川第1温泉浴場」開設。
- 1984年（昭和59年）- 日帰り入浴施設を兼ねた町営施設「喜連川老人福祉センター（喜連川城）」開業。
- 1985年（昭和60年）- 「国民年金健康保養センターきつれがわ」が開業。
- 1987年（昭和62年）- 簡易保険保養センター「かんぽの宿喜連川」開業。
- 1989年（昭和63年）- 町営の日帰り入浴施設「喜連川第2温泉浴場（露天風呂）」開設。
- 1991年（平成3年）11月 - （株）王門倶楽部により、会員制ゴルフ場「王門倶楽部オオルリコース」が開業。クラブハウス（宿泊施設）用に源泉を掘削（オオルリ源泉）。
- 1992年（平成4年）- 東日本旅客鉄道（東京工事事務所）と弘済建物株式会社（鉄道弘済会のデベロッパー、2005年特別清算）の開発による、温泉供給付き宅地分譲「フィオーレ喜連川」（所在地：大字喜連川、2008年2月の住居表示実施によりフィオーレ喜連川）の販売開始。源泉は敷地内で新たに掘削。
- 1993年（平成5年） - 町内2番目の温泉である早乙女温泉が湧出・開湯。
- 1996年（平成8年） - 財団法人全国精神障害者家族会連合会(全家連）によるホテルと精神障害者の授産施設等で構成される福祉施設ハートピアきつれ川（以下、ハートピア）開業。
- 1998年 （平成10年） - 東日本旅客鉄道（東京工事事務所）の開発による温泉供給付き宅地分譲「びゅうフォレスト喜連川」（所在地： 大字鷲宿 2001年の住居表示実施により桜ヶ丘）の販売開始。源泉は敷地内で新たに掘削。
- 1999年（平成11年） - 喜連川第1温泉浴場を「もとゆ」に改称。
- 2000年（平成12年） - 当時の花塚發町長の親族夫妻（SMC創業者）の私財拠出による掘削が行われ、第4号温泉が湧出。
- 2000年（平成12年）11月 - 王門倶楽部が自己破産。「王門倶楽部オオルリコース」をティーアンドピープロモーションが取得し、「ザ・ミレニアムゴルフクラブ」に改称。
- 2001年（平成13年） - 第4号温泉を使用する道の駅きつれがわ総合交流ターミナル（日帰り入浴施設・クアハウス）開設。
- 2002年（平成14年）2月　-　フィオーレ喜連川での温泉貯湯施設にて厚生労働省規制値を800倍上回るレジオネラ菌が発生していた事が発覚し、宅内供給を一時停止。感染・発症の報告は無し。
- 2004年（平成16年）4月 - 整理回収機構がティーアンドピープロモーションの会社更生法を申立。
- 2005年（平成17年）4月 - ザ・ミレニアムゴルフクラブを大和地所（中野区）が取得し、「ベルセルバカントリークラブ / ホテルベルセルバ」に改称。
- 2006年（平成18年）8月20日、国民年金健康保養センターが営業終了。
- 2007年（平成20年）4月 - ハートピアの運営者であった全家連が自己破産。同施設建設費用の借入金負担と授産施設・寄付金の収益劣化・債務超過が主因。施設は社会福祉法人全国精神障害者社会復帰施設協会（全精社協）へ譲渡された。
- 2007年12月 - 旧国民年金健康保養センターの不動産・施設を下野市のオレンジキャピタル株式会社（不動産業）が年金・健康保険福祉施設整理機構から1億2千500万円で取得。
- 2008年（平成20年） - ハートピアの譲受に絡み、全精社協役員が厚生労働省から1億円余りの補助金を私的流用し不正受給した疑惑が浮上。
- 2008年10月 - 旧国民年金保養センターを買収したオレンジキャピタルにより、同所を温泉旅館「きつれがわ温泉さくら館」として新装開業。
- 2009年（平成21年）3月19日 - ハートピアの保養部（宿泊）が閉館、日帰り入浴のみとなる。
- 2010年（平成22年）10月 - ハートピアの売却が難航したことで、全精社協が自己破産を申請したことが明らかとなる。同施設は閉鎖。

## アクセス
鉄道でJR宇都宮線（東北本線）氏家駅まで乗車、氏家駅東口より市営の観光温泉路線バス（無料）が運行されている。第一温泉浴場もとゆ、第二温泉浴場露天風呂、道の駅きつれがわを巡回する。